# Lista uczestników Giro d’Italia 2014
Lista uczestników Giro d’Italia 2014
W wyścigu bierze udział 18 drużyn UCI World Tour oraz 4 zaproszone drużyny UCI Professional Continental. Zawodnicy noszą numery od 1 do 219. W każdej drużynie jest 9 zawodników, więc pierwsza drużyna otrzymała numery od 1 do 9, druga od 11 do 19, trzecia od 21 do 29, itd. Wyjątkiem jest drużyna Lampre-Merida, która nosi numery od 100 do 107 oraz 109. Dzieje się tak, ponieważ organizatorzy postanowili już nigdy nie używać numeru 108, z którym podczas Giro d’Italia 2011 jechał, tragicznie wtedy zmarły, Wouter Weylandt.

## Legenda
| Legenda        | Legenda                                    |
| -------------- | ------------------------------------------ |
| A pink jersey  | Zwycięzca klasyfikacji generalnej          |
| A red jersey   | Zwycięzca klasyfikacji punktowej           |
| A blue jersey  | Zwycięzca klasyfikacji górskiej            |
| A white jersey | Zwycięzca klasyfikacji młodzieżowej        |
| DNS            | Zawodnik nie wystartował do etapu          |
| DNF            | Zawodnik nie ukończył etapu                |
| DSQ            | Zawodnik został zdyskwalifikowany          |
| HD             | Zawodnik przekroczył limit czasu na etapie |

## Drużyny
| # | Kolarz            | Wiek | Poz.   |
| - | ----------------- | ---- | ------ |
| 1 | Michele Scarponi  | 34   | DNF-16 |
| 2 | Valerio Agnoli    | 29   | 71     |
| 3 | Fabio Aru         | 23   | 3      |
| 4 | Janez Brajkovič   | 30   | DNF-6  |
| 5 | Enrico Gasparotto | 32   | 97     |
| 6 | Borut Božič       | 33   | 124    |
| 7 | Mikel Landa       | 24   | 34     |
| 8 | Paolo Tiralongo   | 36   | 45     |
| 9 | Andrey Zeits      | 27   | 102    |

| #  | Kolarz             | Wiek | Poz.   |
| -- | ------------------ | ---- | ------ |
| 11 | Domenico Pozzovivo | 31   | 5      |
| 12 | Davide Appollonio  | 24   | DNF-11 |
| 13 | Julien Bérard      | 26   | 70     |
| 14 | Maxime Bouet       | 27   | 38     |
| 15 | Axel Domont        | 23   | 58     |
| 16 | Hubert Dupont      | 33   | 16     |
| 17 | Patrick Gretsch    | 27   | 95     |
| 18 | Matteo Montaguti   | 30   | 44     |
| 19 | Alexis Vuillermoz  | 25   | 11     |

| #  | Kolarz            | Wiek | Poz.   |
| -- | ----------------- | ---- | ------ |
| 21 | Franco Pellizotti | 36   | 12     |
| 22 | Manuel Belletti   | 28   | DNS-14 |
| 23 | Marco Frapporti   | 29   | 108    |
| 24 | Yonder Godoy      | 21   | 76     |
| 25 | Johnny Hoogerland | 30   | 105    |
| 26 | Marco Bandiera    | 29   | 142    |
| 27 | Jackson Rodríguez | 29   | 86     |
| 28 | Diego Rosa        | 25   | DNF-18 |
| 29 | Emanuele Sella    | 33   | 63     |

| #  | Kolarz                     | Wiek | Poz.   |
| -- | -------------------------- | ---- | ------ |
| 31 | Stefano Pirazzi            | 27   | 85     |
| 32 | Enrico Battaglin           | 24   | 52     |
| 33 | Nicola Boem                | 24   | 128    |
| 34 | Francesco Manuel Bongiorno | 23   | 59     |
| 35 | Marco Canola               | 25   | 122    |
| 36 | Sonny Colbrelli            | 23   | 94     |
| 37 | Enrico Barbin              | 24   | 119    |
| 38 | Nicola Ruffoni             | 23   | DNF-11 |
| 39 | Edoardo Zardini            | 24   | 53     |

| #  | Kolarz             | Wiek | Poz.  |
| -- | ------------------ | ---- | ----- |
| 41 | Wilco Kelderman    | 23   | 7     |
| 42 | Jetse Bol          | 24   | 156   |
| 43 | Rick Flens         | 31   | 132   |
| 44 | Marc Goos          | 23   | 35    |
| 45 | Martijn Keizer     | 26   | 67    |
| 46 | Steven Kruijswijk  | 26   | DNF-9 |
| 47 | David Tanner       | 29   | 130   |
| 48 | Maarten Tjallingii | 36   | 92    |
| 49 | Jos van Emden      | 29   | 107   |

| #  | Kolarz           | Wiek | Poz.   |
| -- | ---------------- | ---- | ------ |
| 51 | Cadel Evans      | 37   | 8      |
| 52 | Brent Bookwalter | 30   | 68     |
| 53 | Yannick Eijssen  | 24   | DNF-10 |
| 54 | Ben Hermans      | 27   | 72     |
| 55 | Steve Morabito   | 31   | 25     |
| 56 | Daniel Oss       | 27   | 103    |
| 57 | Manuel Quinziato | 34   | 112    |
| 58 | Samuel Sánchez   | 36   | 24     |
| 59 | Danilo Wyss      | 28   | 84     |

| #  | Kolarz               | Wiek | Poz.  |
| -- | -------------------- | ---- | ----- |
| 61 | Ivan Basso           | 36   | 15    |
| 62 | Oscar Gatto          | 29   | 116   |
| 63 | Michel Koch          | 22   | 152   |
| 64 | Paolo Longo Borghini | 33   | 99    |
| 65 | Alan Marangoni       | 29   | 137   |
| 66 | Moreno Moser         | 23   | 120   |
| 67 | Daniele Ratto        | 24   | 126   |
| 68 | Davide Villella      | 22   | DNF-6 |
| 69 | Elia Viviani         | 25   | 145   |

| #  | Kolarz               | Wiek | Poz. |
| -- | -------------------- | ---- | ---- |
| 71 | Fabio Duarte         | 27   | 28   |
| 72 | Rodolfo Torres       | 27   | 81   |
| 73 | Edwin Ávila          | 24   | HD-9 |
| 74 | Robinson Chalapud    | 30   | 75   |
| 75 | Leonardo Duque       | 34   | 78   |
| 76 | Jarlinson Pantano    | 25   | 32   |
| 77 | Carlos Quintero      | 28   | 117  |
| 78 | Jeffry Romero        | 24   | 149  |
| 79 | Miguel Ángel Rubiano | 29   | 101  |

| #  | Kolarz             | Wiek | Poz.   |
| -- | ------------------ | ---- | ------ |
| 81 | Nacer Bouhanni     | 23   | 140    |
| 82 | Sébastien Chavanel | 31   | 150    |
| 83 | Arnaud Courteille  | 25   | DNF-16 |
| 84 | Murilo Fischer     | 34   | 135    |
| 85 | Alexandre Geniez   | 26   | 13     |
| 86 | Johan Le Bon       | 23   | 86     |
| 87 | Francis Mourey     | 33   | 33     |
| 88 | Laurent Pichon     | 27   | 129    |
| 89 | Jussi Veikkanen    | 33   | 109    |

| #  | Kolarz           | Wiek | Poz.   |
| -- | ---------------- | ---- | ------ |
| 91 | Ryder Hesjedal   | 33   | 9      |
| 92 | André Cardoso    | 29   | 20     |
| 93 | Thomas Dekker    | 29   | DNF-16 |
| 94 | Tyler Farrar     | 29   | 147    |
| 95 | Koldo Fernández  | 32   | DNS-2  |
| 96 | Nathan Haas      | 25   | 104    |
| 97 | Daniel Martin    | 27   | DNF-1  |
| 98 | Dylan Van Baarle | 21   | DNS-15 |
| 99 | Fabian Wegmann   | 33   | DNF-11 |

| #   | Kolarz             | Wiek | Poz.   |
| --- | ------------------ | ---- | ------ |
| 100 | Damiano Cunego     | 32   | 19     |
| 101 | Winner Anacona     | 25   | 62     |
| 102 | Matteo Bono        | 30   | 77     |
| 103 | Mattia Cattaneo    | 23   | 64     |
| 104 | Roberto Ferrari    | 31   | 144    |
| 105 | Manuele Mori       | 33   | 118    |
| 106 | Przemysław Niemiec | 34   | 49     |
| 107 | Jan Polanc         | 22   | 42     |
| 109 | Diego Ulissi       | 24   | DNS-18 |

| #   | Kolarz             | Wiek | Poz.   |
| --- | ------------------ | ---- | ------ |
| 111 | Maxime Monfort     | 31   | 14     |
| 112 | Lars Bak           | 34   | 56     |
| 113 | Kenny Dehaes       | 29   | HD-19  |
| 114 | Gert Dockx         | 25   | 115    |
| 115 | Adam Hansen        | 32   | 73     |
| 116 | Sander Armée       | 28   | 47     |
| 117 | Tosh Van der Sande | 23   | 93     |
| 118 | Tim Wellens        | 22   | 54     |
| 119 | Dennis Vanendert   | 25   | DNS-14 |

| #   | Kolarz               | Wiek | Poz. |
| --- | -------------------- | ---- | ---- |
| 121 | Nairo Quintana       | 24   | 1    |
| 122 | Andrey Amador        | 27   | 110  |
| 123 | Igor Antón           | 31   | 37   |
| 124 | Eros Capecchi        | 27   | 79   |
| 125 | Jonathan Castroviejo | 27   | 57   |
| 126 | José Herrada         | 28   | 23   |
| 127 | Gorka Izagirre       | 26   | 83   |
| 128 | Francisco Ventoso    | 32   | 125  |
| 129 | Adriano Malori       | 26   | 121  |

| #   | Kolarz            | Wiek | Poz.   |
| --- | ----------------- | ---- | ------ |
| 131 | Matteo Rabottini  | 26   | 17     |
| 132 | Giorgio Cecchinel | 24   | DNS-6  |
| 133 | Ramón Carretero   | 23   | DNF-7  |
| 134 | Francesco Chicchi | 33   | DNS-9  |
| 135 | Daniele Colli     | 32   | DNF-16 |
| 136 | Andrea Fedi       | 22   | 148    |
| 137 | Mauro Finetto     | 28   | DNF-16 |
| 138 | Jonathan Monsalve | 24   | 66     |
| 139 | Simone Ponzi      | 27   | 106    |

| #   | Kolarz              | Wiek | Poz.   |
| --- | ------------------- | ---- | ------ |
| 141 | Rigoberto Urán      | 27   | 2      |
| 142 | Gianluca Brambilla  | 26   | 29     |
| 143 | Thomas De Gendt     | 27   | 65     |
| 144 | Iljo Keisse         | 31   | 139    |
| 145 | Serge Pauwels       | 30   | 31     |
| 146 | Alessandro Petacchi | 40   | DNF-16 |
| 147 | Wout Poels          | 26   | 21     |
| 148 | Pieter Serry        | 25   | 74     |
| 149 | Julien Vermote      | 24   | 88     |

| #   | Kolarz           | Wiek | Poz.   |
| --- | ---------------- | ---- | ------ |
| 151 | Ivan Santaromita | 30   | DNS-18 |
| 152 | Luke Durbridge   | 23   | DNF-11 |
| 153 | Michael Hepburn  | 22   | 154    |
| 154 | Brett Lancaster  | 34   | DNS-7  |
| 155 | Michael Matthews | 23   | DNS-11 |
| 156 | Cameron Meyer    | 26   | DNS-8  |
| 157 | Mitchell Docker  | 27   | DNF-15 |
| 158 | Svein Tuft       | 37   | 155    |
| 159 | Pieter Weening   | 33   | DNF-14 |

| #   | Kolarz           | Wiek | Poz.   |
| --- | ---------------- | ---- | ------ |
| 161 | Pierre Rolland   | 27   | 4      |
| 162 | Yukiya Arashiro  | 29   | 127    |
| 163 | Angelo Tulik     | 23   | 123    |
| 164 | Tony Hurel       | 26   | 134    |
| 165 | Davide Malacarne | 26   | 39     |
| 166 | Maxime Méderel   | 33   | DNF-7  |
| 167 | Perrig Quémeneur | 30   | 80     |
| 168 | Romain Sicard    | 26   | 51     |
| 169 | Björn Thurau     | 25   | DNF-16 |

| #   | Kolarz            | Wiek | Poz.   |
| --- | ----------------- | ---- | ------ |
| 171 | Marcel Kittel     | 25   | DNS-4  |
| 172 | Bert De Backer    | 30   | 133    |
| 173 | Simon Geschke     | 28   | 69     |
| 174 | Tobias Ludvigsson | 23   | DNF-12 |
| 175 | Luka Mezgec       | 25   | 136    |
| 176 | Georg Preidler    | 23   | 27     |
| 177 | Tom Stamsnijder   | 28   | 143    |
| 178 | Albert Timmer     | 28   | 87     |
| 179 | Tom Veelers       | 29   | 146    |

| #   | Kolarz            | Wiek | Poz.  |
| --- | ----------------- | ---- | ----- |
| 181 | Joaquim Rodríguez | 34   | DNS-7 |
| 182 | Maksim Bielkow    | 29   | 90    |
| 183 | Giampaolo Caruso  | 33   | DNF-6 |
| 184 | Władimir Gusiew   | 31   | 60    |
| 185 | Alberto Losada    | 32   | 36    |
| 186 | Daniel Moreno     | 32   | 41    |
| 187 | Luca Paolini      | 37   | 111   |
| 188 | Ángel Vicioso     | 37   | DNF-6 |
| 189 | Eduard Worganow   | 31   | 55    |

| #   | Kolarz               | Wiek | Poz.   |
| --- | -------------------- | ---- | ------ |
| 191 | Dario Cataldo        | 29   | 26     |
| 192 | Edvald Boasson Hagen | 30   | DNS-16 |
| 193 | Philip Deignan       | 26   | 43     |
| 194 | Bernhard Eisel       | 33   | 138    |
| 195 | Sebastián Henao      | 20   | 22     |
| 196 | Christopher Sutton   | 29   | 153    |
| 197 | Salvatore Puccio     | 24   | 98     |
| 198 | Kanstancin Siucou    | 31   | DNF-14 |
| 199 | Ben Swift            | 26   | 113    |

| #   | Kolarz                  | Wiek | Poz.   |
| --- | ----------------------- | ---- | ------ |
| 201 | Nicolas Roche           | 29   | 30     |
| 202 | Christopher Juul-Jensen | 24   | 100    |
| 203 | Rafał Majka             | 24   | 6      |
| 204 | Jewgienij Pietrow       | 35   | 48     |
| 205 | Paweł Poljański         | 23   | 50     |
| 206 | Iwan Rowny              | 26   | 46     |
| 207 | Chris Anker Sørensen    | 29   | DNS-12 |
| 208 | Jay McCarthy            | 23   | 91     |
| 209 | Michael Rogers          | 34   | 18     |

| #   | Kolarz             | Wiek | Poz. |
| --- | ------------------ | ---- | ---- |
| 211 | Robert Kišerlovski | 27   | 10   |
| 212 | Eugenio Alafaci    | 23   | 151  |
| 213 | Julián Arredondo   | 25   | 61   |
| 214 | Fabio Felline      | 24   | 96   |
| 215 | Danilo Hondo       | 40   | 114  |
| 216 | Giacomo Nizzolo    | 25   | 141  |
| 217 | Boy van Poppel     | 26   | 131  |
| 218 | Fumiyuki Beppu     | 31   | 82   |
| 219 | Riccardo Zoidl     | 26   | 40   |